# فارسانز
فارسانز (انگلیسی: Farsons) شرکت صنایع غذایی مالتی است، که در سال ۱۹۲۸ تأسیس شد.